# گولدن سیتی ساوت (نیویورک)
گولدن سیتی ساوت (به انگلیسی: Garden City South) یک منطقهٔ مسکونی در ایالات متحده آمریکا است که در شهرستان نساو، نیویورک واقع شده‌است. گولدن سیتی ساوت ۱٫۱ کیلومتر مربع مساحت و ۴٬۰۲۴ نفر جمعیت دارد و ۲۱ متر بالاتر از سطح دریا واقع شده‌است.